# Viconia Kleiputten
De Viconia Kleiputten is een vogelrijk natuurgebied in Stuivekenskerke in de Belgische provincie West-Vlaanderen. Het is gelegen aan de achterzijde van de Viconiahoeve. Het werd in 1981 erkend als natuurreservaat en in 1995 aan het Vlaamse Gewest overgedragen. 

## Beschrijving
Het waterrijke gebied ontstond door kleiwinning voor de steenbakkerij van Nieuwpoort. Tussen 1945 en 1979 ontstonden er zes ondiepe met water gevulde kleiputten op een oppervlakte van  22 hectare. Door een ruilverkaveling kon het natuurgebied in 2001 met nog acht hectare worden uitgebreid.
Langs het reservaat loopt een wandelpad en er zijn twee vogelkijkhutten die gelegenheid bieden tot het observeren van vooral watervogels.

### Avifauna
- Winter: slobeend, wintertaling, smient, blauwe kiekendief, bergeend, wilde eend, zomertaling, dodaars, pijlstaart, kuifeend, tafeleend, Cetti's zanger.
- Trek : watersnip, bontbekplevier, bonte strandloper
- Zomer : blauwe reiger, grutto, wulp, watersnip, kleine plevier, purperreiger, kievit, tureluur, bosruiter, witgatje, aalscholver, waterhoentje, lepelaar, kleine zilverreiger, spreeuwen, grote zilverreiger, oeverloper, slechtvalk, oeverzwaluw, gierzwaluw, huiszwaluw, boerenzwaluw, blauwborst, koekoek, rietzanger, grauwe gans, kleine karekiet, rietgors, waterral, ransuil, boomvalk, kluut en baardmannetje.

### Flora
Reliëfrijke graslanden, slikplaten, rietkragen, sloten, hagen en een moerasbosje zorgen voor veel verschillende biotopen. De overgangen van nat naar droog, van veen naar klei en van zout naar zoet maken een variatie aan plantengroei mogelijk in een betrekkelijk klein gebied. Er is veel ruig rietland met zeggenpartijen. 
Langs de greppels groeit waterbies, aardbeiklaver en zulte. Rond de oudste plassen zijn restanten van kamgrasland te vinden.

### Afbeeldingen

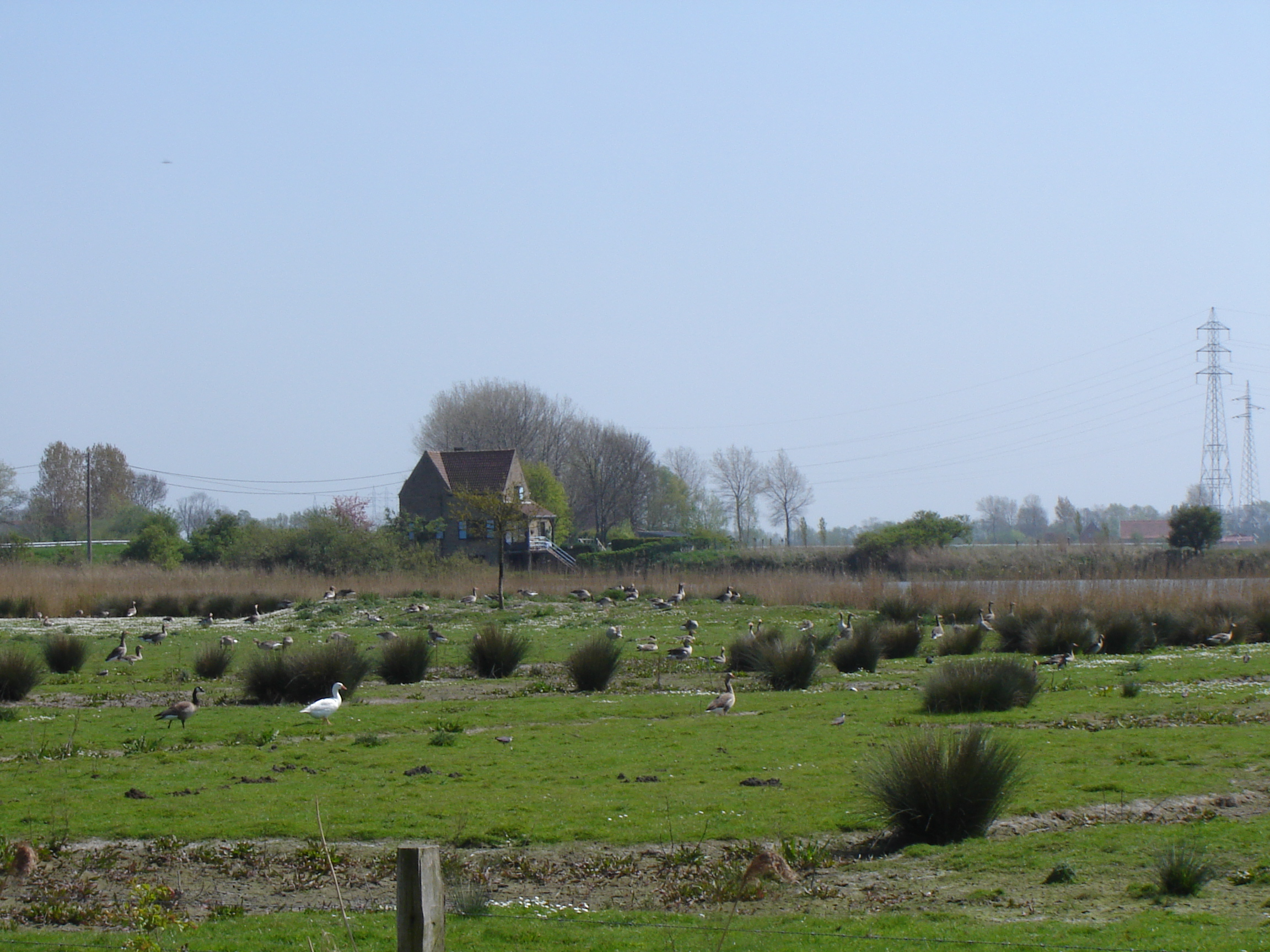
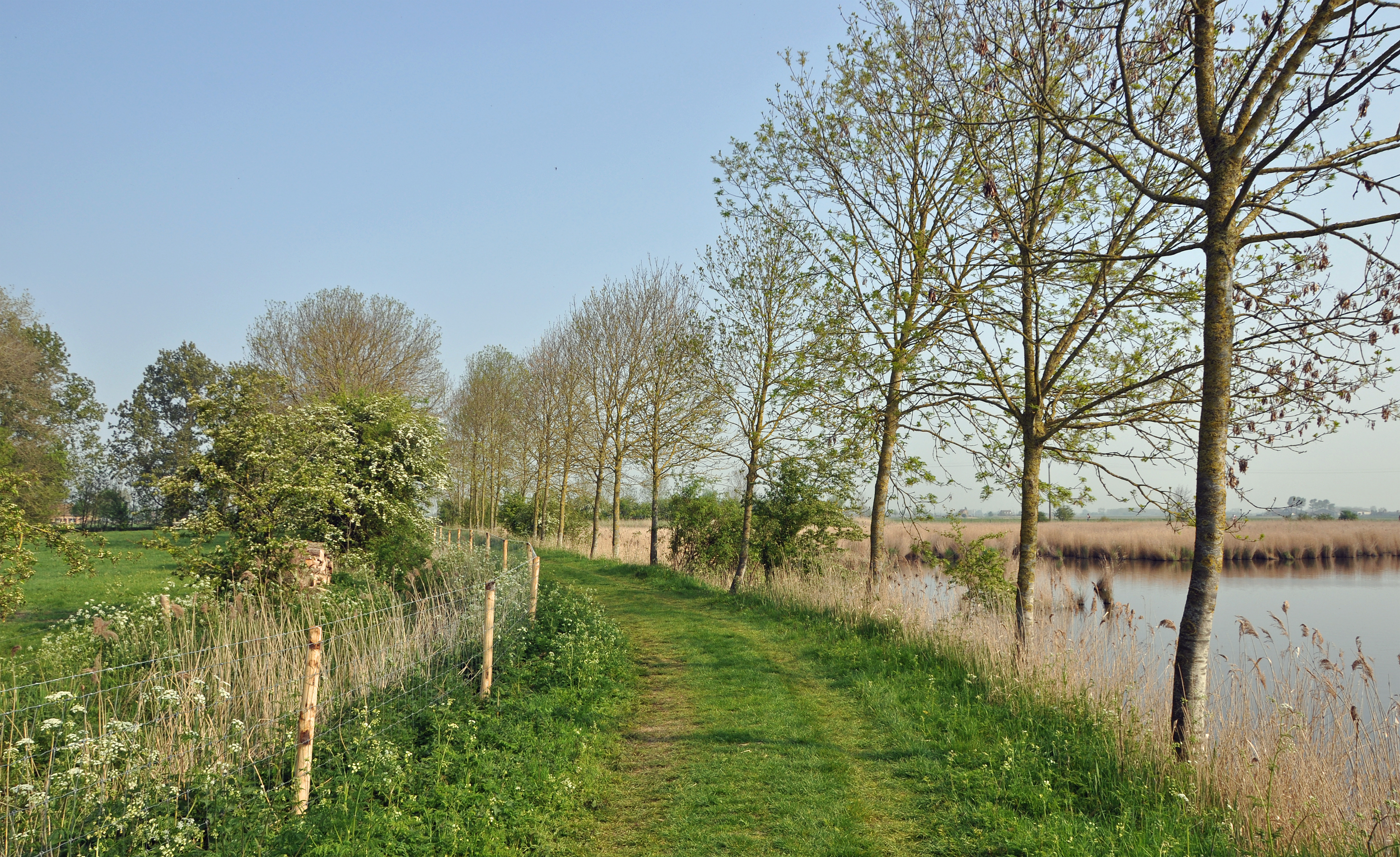
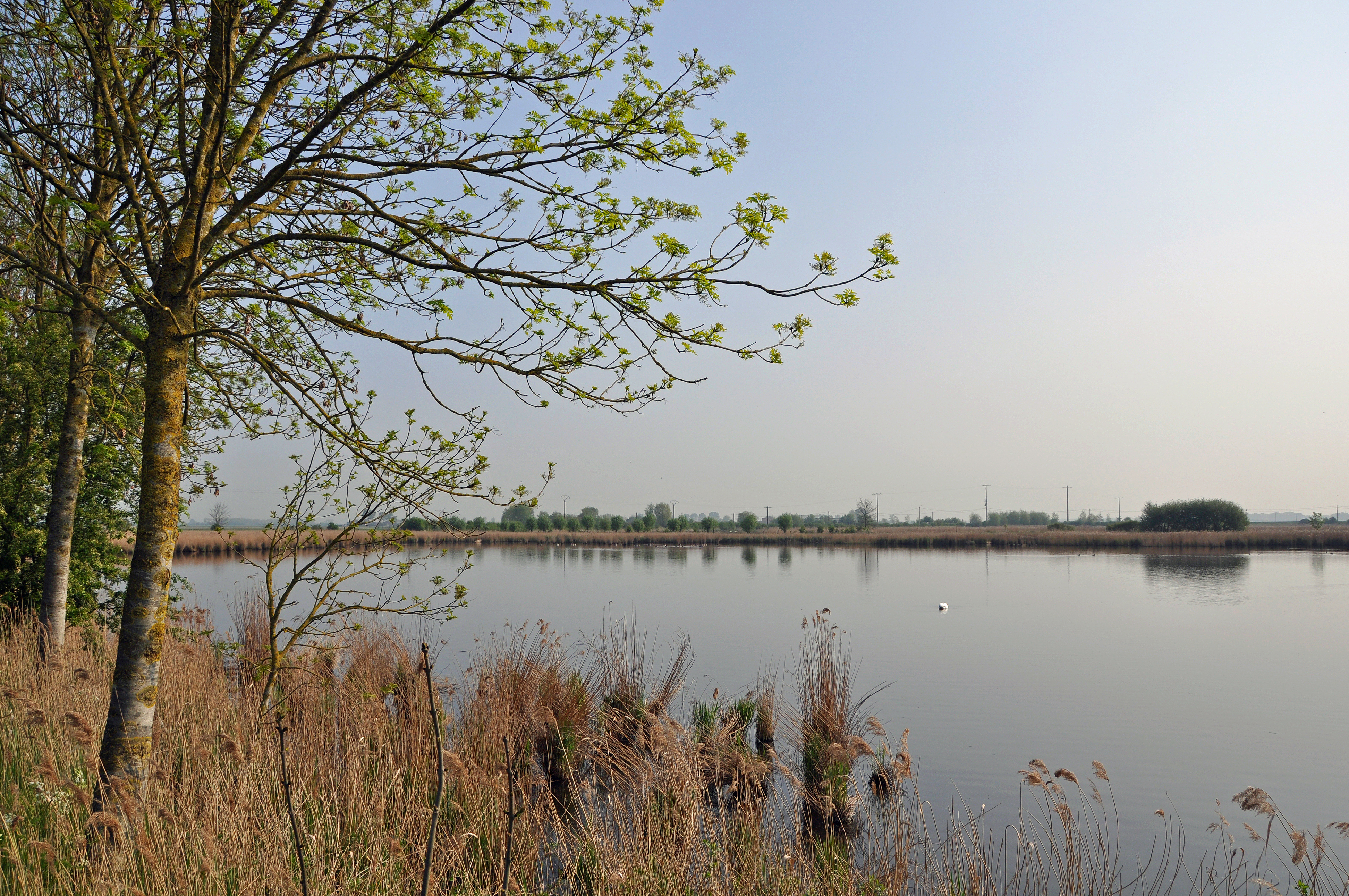